# バットサット県
バットサット県（バットサットけん、ベトナム語：Huyện Bát Xát / 縣垻洒?）は、ベトナム社会主義共和国ラオカイ省の県。面積は1,057km²、人口は78,034人（2017年）である。

## 行政区画
1市鎮22社を管轄する。